# Cleidimar Magalhães Silva
Cleidimar Magalhães Silva, poreclit „Didi” (n. 10 septembrie 1982 în Itabira, Minas Gerais) este un fotbalist brazilian legitimat la echipa din Liga I FC Oțelul Galați. A mai jucat în România pentru CFR Cluj.

## Performanțe internaționale
A jucat pentru CFR Cluj în grupele UEFA Champions League 2008-09, contabilizând 2 meciuri în această competiție.

## Titluri

### Ca jucător
- CFR Cluj
  - Liga I -  campion (2008)
  - Cupa României - de două ori campion (2008, 2009) [1]
  - Supercupa României - campion (2009) [2]